# Glose interlinéaire
En linguistique et en pédagogie, une glose interlinéaire est une glose (un commentaire linguistique) qui décompose une phrase en langue étrangère en indiquant notamment le rôle de ses morphèmes, mais aussi parfois sa prononciation ou sa traduction littérale. Ces gloses sont dites interlinéaires car elles se placent généralement entre une ligne de texte original et sa traduction dans la langue cible. Ces gloses aident le lecteur à suivre la relation entre le texte source et sa traduction, ainsi que la structure de la langue d'origine. 
Dans leur forme la plus simple, les gloses interlinéaires sont une traduction littérale et mot-à-mot du texte source. En linguistique, on utilisera des abréviations correspondant à chaque forme grammaticale employée dans la langue source.

## Historique

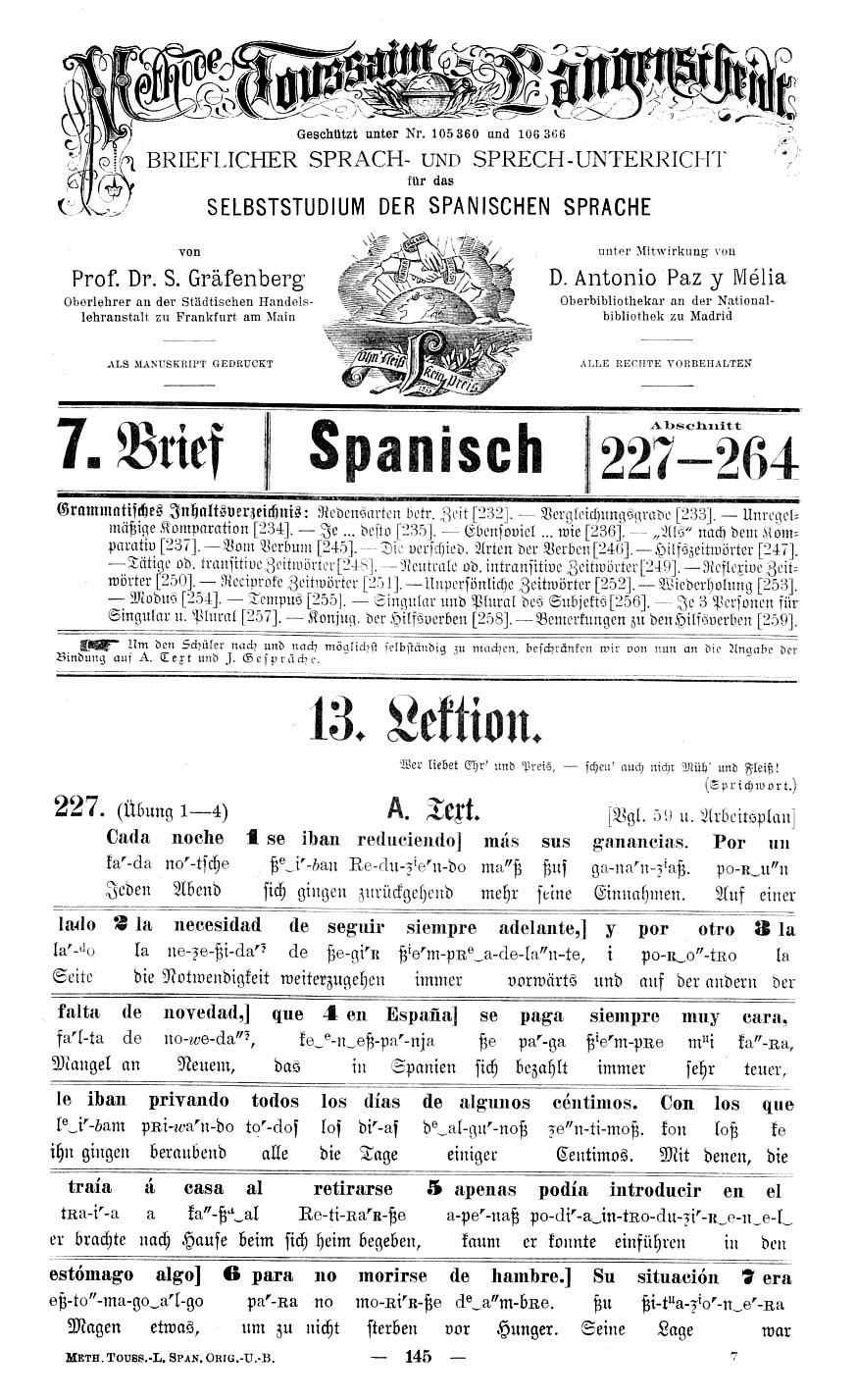
Un texte interlinéaire dans Toussaint-Langenscheidt Spanisch, un manuel de langue espagnole pour locuteurs de l'allemand datant de 1910. Ici, les gloses sont phonétiques et grammaticales.

Les gloses interlinéaires ont été utilisées à des fins diverses selon les époques. Un usage courant est l'annotation de manuels bilingues pour l'enseignement d'une langue. Ce type d'interlinéarisation permet d'expliciter le sens d'un texte source sans modéliser formellement les caractéristiques structurelles de la langue. 
Ces annotations ont d'abord été employées non pas interlinéairement, mais sous forme d'une énumération de mots pour aider à la relation entre le métalangage et la langue objet (en). Un exemple en est l’annotation du nahuatl classique par Wilhelm von Humboldt en allemand : 
| 1   | 2     | 3      | 4    | 5   | 6    | 7       | 8   | 9      |
| ni- | c-    | chihui | -lia | in  | no-  | piltzin | ce  | calli. |
| 1   | 3     | 2      | 4    | 5   | 6    | 7       | 8   | 9      |
| ich | mache | es     | für  | der | mein | Sohn    | ein | Haus   |

En français, cela pourrait être traduit par « je fais ça pour le mon fils une maison ».
Ce style de gloses permet la compréhension spontanée de la structure de la langue, mais continue à adapter l'ordre des mots et les signifiés afin de les rendre familiers pour le locuteur de la langue cible (les morphèmes nos 2 et 3 ont été intervertis pour rendre la syntaxe allemande des gloses plus claire, et le morphème no 5 a été simplifié).
Les approches plus modernes des XIXe et XXe siècles ont adopté la glose verticale, où l'ordre des mots et la nature des signifiés sont strictement conservés. Dans ce style, l'exemple ci-dessus pourrait être glosé ainsi en français : 
| ni- | c- | chihui | -lia | in   | no- | piltzin | ce  | calli. |
| Je  | ça | fais   | pour | à-le | mon | fils    | une | maison |

Enfin, les linguistes modernes ont adopté les abréviations grammaticales servant à exprimer directement la morphologie de la langue source. Une publication de 2008 glose l'exemple ci-dessus de la sorte :    
| ni-c-chihui-lia             | in  | no-piltzin    | ce calli.  |
| 1SG.SUBJ.3SG.OBJ-faire-APPL | DET | 1SG.POSS-fils | une maison |

Cette approche scientifique est moins claire que la glose pédagogique, mais elle dépend moins de la structure grammaticale du métalangage pour exprimer la sémantique des formes cibles. 

## Structure
Les gloses de Leipzig sont un ensemble de normes proposées pour les gloses interlinéaires. Quoique ces règles ne sont pas officielles, la plupart des gloses présentent les éléments suivants : 
- le texte original (en italique ou en italique gras) ;
- une romanisation conventionnelle ;
- une transcription phonétique ;
- une translittération morphophonémique ;
- des gloses mot-à-mot ou morphème par morphème (utilisant ou non des abréviations anglophones pour désigner le rôle de chaque morphème) avec séparation ponctuée des morphèmes ;
- une traduction libre.

À titre d'exemple, la phrase taïwanaise ci-dessous a été transcrite avec cinq lignes : 
1. la translittération standard pe̍h-ōe-jī ;
2. des gloses tonales numérotées ;
3. des gloses tonales pour les formes canoniques (sans l'influence du sandhi tonal) ;
4. des gloses morphème par morphème ;
5. une traduction.
| 1 | goá                                                | iáu-boē                                            | koat-tēng                                          | tang-sî                                            | boeh                                               | tńg-khì.                                           |
| 2 | goa¹                                               | iau¹-boe³                                          | koat²-teng³                                        | tang⁷-si⁵                                          | boeh²                                              | tng¹-khi³                                          |
| 3 | goa²                                               | iau²-boe⁷                                          | koat⁴-teng⁷                                        | tang¹-si⁵                                          | boeh⁴                                              | tng²-khi³                                          |
| 4 | Je                                                 | pas-encore                                         | décider                                            | quand                                              | vouloir                                            | revenir                                            |
| 5 | « Je n'ai pas encore décidé quand je reviendrai. » | « Je n'ai pas encore décidé quand je reviendrai. » | « Je n'ai pas encore décidé quand je reviendrai. » | « Je n'ai pas encore décidé quand je reviendrai. » | « Je n'ai pas encore décidé quand je reviendrai. » | « Je n'ai pas encore décidé quand je reviendrai. » |

En linguistique, il est devenu courant d'aligner les mots verticalement et de gloser séparément chaque morphème. C'est-à-dire que « koat-tēng », à la ligne no 1 ci-dessus, devrait idéalement être transcrit avec deux gloses séparées par un trait d'union, ou bien translittéré sans trait d'union, par exemple « koattēng ».
Les termes grammaticaux sont en anglais, abrégés et écrits en petites capitales pour les distinguer des traductions, en particulier lorsqu'ils sont fréquents ou importants pour l'analyse. 
Le niveau d'analyse peut être variable. Par exemple, ce texte lezghien est glosé de manière standard : 
| Gila                                             | abur-u-n    | ferma | hamišaluǧ | güǧüna   | amuqʼ-da-č.    |
| maintenant                                       | ils-OBL-GEN | ferme | toujours  | derrière | rester-FUT-NEG |
| « Leur ferme ne sera plus toujours en retrait. » |             |       |           |          |                |

Ici, chaque morphème lezghien est séparé et mis en évidence par des traits d'union. Comme beaucoup d’entre eux sont difficiles à gloser en français, les racines sont traduites mais les suffixes grammaticaux sont glosés avec des abréviations grammaticales. 
Le même texte peut être glosé de manière plus intuitive : 
| Gila                                             | aburun   | ferma | hamišaluǧ | güǧüna   | amuqʼ-da-č.   |
| maintenant                                       | leur-OBL | ferme | toujours  | derrière | pas-va-rester |
| « Leur ferme ne sera plus toujours en retrait. » |          |       |           |          |               |

Ici, seul le morphème sans correspondance en français est glosé de manière stricte.   
Des gloses entièrement pédagogiques seraient : 
| Gila                                             | aburun | ferma | hamišaluǧ | güǧüna   | amuqʼdač.   |
| maintenant                                       | leur   | ferme | toujours  | derrière | restera pas |
| « Leur ferme ne sera plus toujours en retrait. » |        |       |           |          |             |

## Ponctuation
Dans les gloses morphologiques interlinéaires, différentes formes de ponctuation séparent chaque glose. En règle générale, les mots sont alignés verticalement avec leurs gloses et séparés par une espace. 
Au sein des mots, un trait d'union est utilisé lorsqu'une limite est marquée à la fois dans le texte et dans ses gloses. Si la limite n'apparaît que dans un des deux cas, un point sera utilisé à la place. 
Autrement dit, il doit y avoir le même nombre de mots séparés par une espace dans le texte que dans ses gloses, ainsi que le même nombre de morphèmes reliés par un trait d'union dans un mot que dans sa glose. Cet exemple en turc l'illustre en gloses linguistiques puis pédagogiques : 
| Odadan                               | hızla        | çıktım.          |
| Oda-dan                              | hız-la       | çık-tı-m         |
| pièce-ABL                            | vitesse-COM  | quitter-PFV-1SG  |
| pièce-de                             | vitesse-avec | quitter-PASSÉ-je |
| « J'ai quitté la pièce rapidement. » |              |                  |

Un tiret bas peut être utilisé au lieu d'un point quand un seul mot de la langue source correspond à plusieurs dans la langue glosée. Un point est utilisé pour les morphèmes analytiques, comme le grec « oikíais », « aux maisons », qui sera glosé « maison.FEM.PL.DAT ». 
Des distinctions plus fines peuvent être faites. Par exemple, les clitiques peuvent être séparés par un double trait d'union (ou, pour faciliter la frappe, un signe égal) plutôt que par un trait d'union : 
| Je t'aime. |
| je=te=aime |
| 1S=2S=aime |

Les affixes causant une discontinuité dans un mot (infixes, circonfixes, transfixes, etc.) peuvent être marqués par des chevrons, et la reduplication avec des tildes plutôt qu'avec des tirets. On peut l'illustrer avec le tagalog (l'abréviation du mode contemplatif n'est pas officielle) : 
| Sulat. | Susulat.    | Sumulat.       | Sumusulat.          |
| sulat  | su~sulat    | s⟨um⟩ulat      | s⟨um⟩u~sulat        |
| écrire | CTPL~écrire | ⟨AT.PST⟩écrire | ⟨AT.PST⟩CTPL~écrire |

Les morphèmes qui ne peuvent pas être aisément séparés, tels que les phénomènes de métaphonie, peuvent être marqués par une barre oblique inversée plutôt que par un point : 
| Unsern     | Vätern.        |
| unser-n    | Väter-n        |
| nos-DAT.PL | père\PL-DAT.PL |

Quelques autres conventions sont illustrées dans les gloses de Leipzig.